# پتاسیم پیروسولفات
پتاسیم پیروسولفات (به انگلیسی: Potassium pyrosulfate) یک ترکیب شیمیایی با شناسه پاب‌کم ۶۲۶۸۱ است. 